# The Quill
The Quill (с англ. — «Птичье перо») — шведская рок-группа, исполняющая музыку в жанрах хард-рок и стоунер-метал.

## История
The Quill была основана в 1990 году в прибрежном городе Мёнстерос (швед. Mönsterås), центре одноимённой коммуны (лен Кальмар). В первоначальный состав группы вошли вокалист Магнус Эквалль, гитарист Кристиан Карлссон, басист Петер Хольм, ударник Георг «Йолле» Атлагич и органист Андерс Хаглунд. Первое изменение в рядах коллектива произошло в 1993 году, когда на место Хольма пришёл Рогер Нильссон.
Одноимённый дебютный альбом The Quill был выпущен в 1995 году и удостоился позитивных отзывов музыкальных критиков. Впоследствии дебют группы был помещён на 70-е место в списке 100 самых популярных альбомов года, опубликованном крупнейшей шведской газетой Aftonbladet и составленном на основании опроса. После выпуска The Quill музыканты отправились в тур с коллективом басиста Candlemass Лейфа Эдлинга Abstrakt Algebra. Кульминацией гастролей стали многочисленные выступления на шведских музыкальных фестивалях. После завершения тура The Quill расстались с Хаглундом, и с тех пор группа неизменно выступает в формате квартета. 
Проблемы с лейблом привели к тому, что выпуск второго альбома группы Silver Haze (1999) состоялся почти с двухлетней задержкой. Впоследствии интенсивная гастрольная деятельность и уверенный уровень исполняемого материала привели к заключению контракта со Steamhammer, дочерним метал-лейблом SPV GmbH. Первый альбом на Steamhammer, получивший название Voodoo Caravan, был издан в 2002 году. На Voodoo Caravan музыканты практически полностью отошли от элементов прогрессивного рока, занимающих заметное место в двух предыдущих полноформатных записях, и обратились к британскому хард-психоделическому наследию конца 1960-х годов. Аналогичная тенденция заметна и на следующем альбоме, Hooray! It’s a Deathtrip (2003), который был поддержан европейским туром в компании с Monster Magnet и Gluecifer.
Параллельно Эквалль принял участие в записи концептуального альбома The Human Equation (2004) проекта нидерландского музыканта Арьена Люкассена Ayreon, исполнив вокальные партии персонажа «Гордость».
В 2005 году Нильссон, успевший к тому моменту поучаствовать в деятельности Spiritual Beggars и Firebird, покинул The Quill и был заменён на Роберта Тришеса. Выпущенный в 2006 году альбом In Triumph был встречен музыкальной критикой неоднозначно — его хвалили за исполнительское мастерство и качество записи, но при этом критиковали за отсутствие ярко выраженной оригинальности и непоколебимую верность «винтажному» звучанию.
В 2007 году Эквалль принял решение уйти из The Quill. Кроме того, в 2008 году Атлагич, не покидая группы, присоединился к Hanoi Rocks.
После ухода Эквалля оставшиеся в The Quill музыканты (Карлссон, Тришес и Атлагич) рекрутировали нового вокалиста Магнуса Арнара, ранее выступавшего в Ground Mower и Soul 78. Записанный с Арнаром очередной студийный альбом Full Circle был выпущен в 2011 году по контракту с лейблом Metalville. После выхода Full Circle группа отправилась в масштабный тур, который охватил Европу и, впервые в карьере, США.
В 2012 году в The Quill вернулся Нильссон. В обновлённом составе музыканты приступили к созданию студийного альбома Tiger Blood, который увидел свет в 2013 году и удостоился признания критиков. В 2016 году в группу вернулся ещё один представитель оригинального состава — Эквалль, с которым был записан восьмой студийный альбом Born From Fire (2017).

## Дискография
| Год  | Название                  | Тип                   | Лейбл (-ы)            |
| ---- | ------------------------- | --------------------- | --------------------- |
| 1992 | Demo                      | Демозапись            | Q Production          |
| 1993 | Demo 1993                 | Демозапись            | Q Production          |
| 1995 | The Quill                 | 1-й студийный альбом  | Megarock Records      |
| 1999 | Silver Haze               | 2-й студийный альбом  | Roxon Records/Mystery |
| 2002 | Voodoo Caravan            | 3-й студийный альбом  | Steamhammer           |
| 2003 | Hooray! It’s a Deathtrip  | 4-й студийный альбом  | Steamhammer           |
| 2006 | In Triumph                | 5-й студийный альбом  | Steamhammer           |
| 2011 | Full Circle               | 6-й студийный альбом  | Metalville            |
| 2013 | Tiger Blood               | 7-й студийный альбом  | Metalville            |
| 2017 | Born From Fire            | 8-й студийный альбом  | Metalville            |
| 2021 | Earthrise                 | 9-й студийный альбом  | Metalville            |
| 2022 | Live, New, Borrowed, Blue | 10-й студийный альбом | Metalville            |
| 2024 | Wheel of Illusion         | 11-й студийный альбом | Metalville            |